# Аријац
Аријац (Аријевац) има коријене као термин који су индоирански народи користили за самоименовање. Термин су користили индоаријски народи ведског периода у древној Индији као религијску ознаку за себе и за географску регију познату као Арјаварта, гдје је заснована индоаријска култура (у овој регији). Ирански народи су користили термин као етничку ознаку за себе у списима Авесте, а ријеч је формирала етимолошки извор имена земље Иран.
Иако коријен *h₄erós („члан сопствене скупине, за разлику од туђина”) највјероватније је праиндоевропског (ПИЕ) поријекла, употреба термина Аријац за самоименовање налази се само код индоиранских народа и не зна се да ли су говорници ПИЕ језика користили тај термин за означавање себе као скупине. Научници истичу да је, чак и у стара времена, идеја бити „Аријац” била религиозна, културна и језичка, а не расна.
Полазећи од погрешно интерпретираних референци у Ригведи од стране западних научника у 19. вијеку, термин „Аријац” је усвојен као расна категорија кроз дјела Жозефа Артура Гобина, чија се идеологија расе темељила на идеји плавих сјеверноевропских „Аријаца” који су мигрирали широм свијета и основали све велике цивилизације, прије него што је разблажена расним мијешањем са мјесним становништвом.
Кроз радове Хјустона Стјуарта Чемберлена, Гобинове идеје су касније утицале на нацистичку расну идеологију која је „аријске народе” сматрала природно надмоћнијим од осталих наводних расних скупина. Злодјела која су почињена у име ове расне идеологије навеле су академике да избјегавају термин „аријски”, који је у неким случајевима замијењен с термином „индоирански”.

## Етимологија
Поријекло ријечи Аријац је од санскртске ријечи ā́rya (आर्य) и сматра се да је за самоименовање користи сви индоирански народи.

### Поријекло
Филолог Џејмс Патрик Малори тврди да је „као етничку ознаку ријеч [Аријац] најприкладније ограничити на Индоиранце, а најправедније за посљедње [Иранце], гдје још увијек даје име земљи Иран”.

#### Санскрт
У раној ведској књижевности, термин Āryāvarta (आर्यावर्त, пребивалиште Аријаца) био је назив за сјеверну Индију, гдје је било сједиште индоаријске културе. Мануов законик (2.22) назив Арјаварта користи за „предио између Хималаја и Виндхјаа, од Источног (Бенгалски залив) до Западног мора (Арабијско море)”.
У почетку се термин користио као национални име за означавање оних који су обожавали ведска божанства (нарочито Индру) и слиједили ведску културу (нпр. жртвовање, Јаџна).

#### Праиндоирански
Санскртски термин долази од праиндоиранског коријена *arya- или *aryo-, назив који су Индоиранци користили за самоименовање. Зендска ријеч airya ’частан’ и староперсијска ariya су такође деривати *aryo- и такође служе за самоименовање.
У иранским језицима, првобитни термини за самоименовање преживјели су у ријечима као што су Алани и Ирони. Слично томе, име Ирана је персијска ријеч за земљу/мјесто Аријаца.